# Odontomyia halophila
Odontomyia halophila är en tvåvingeart som beskrevs av Wang, Perng och Ueng 2007. Odontomyia halophila ingår i släktet Odontomyia och familjen vapenflugor.
Artens utbredningsområde är Taiwan. Inga underarter finns listade i Catalogue of Life.